# Epitaph für Johann Cothmann

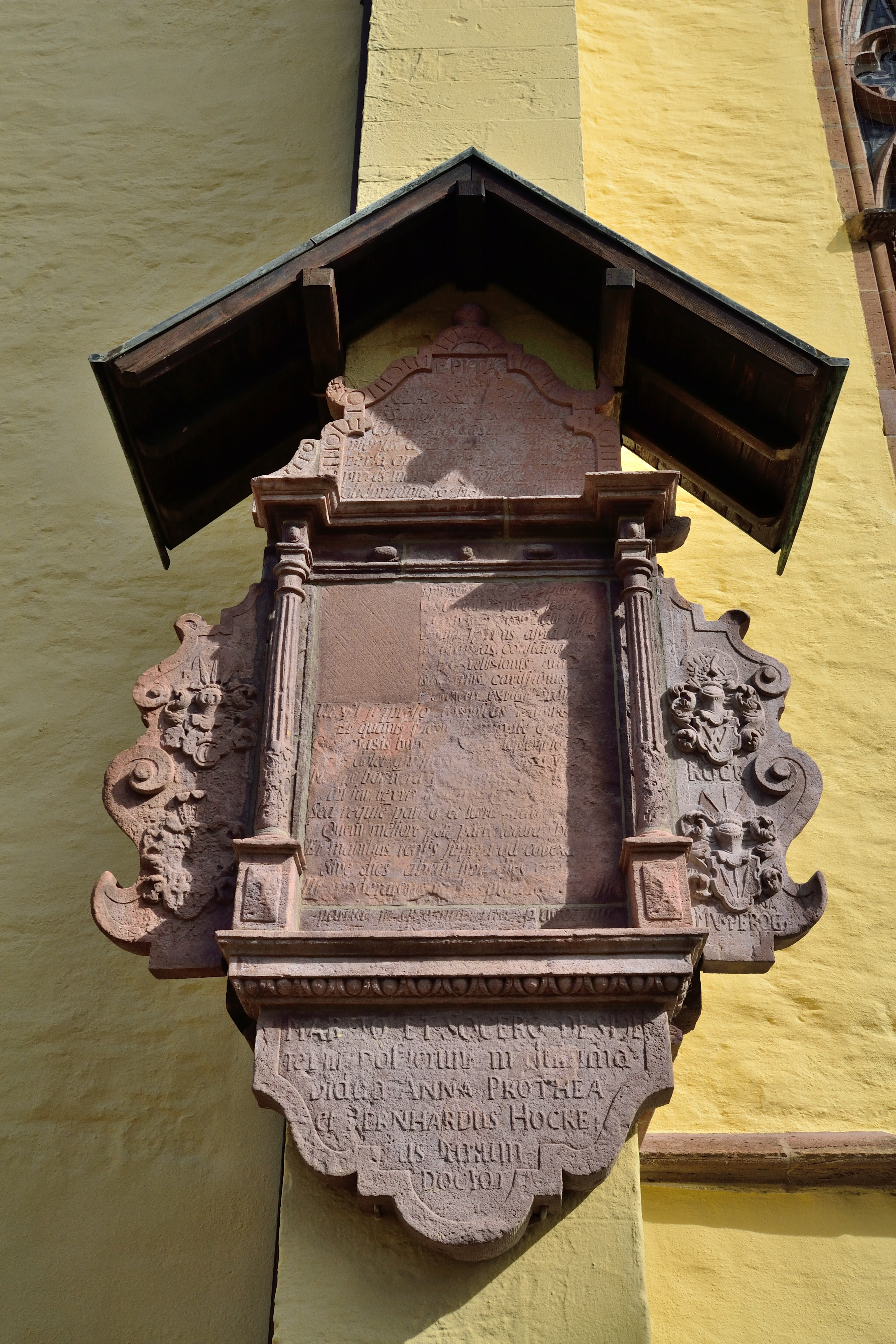
Epitaph für Johann Cothmann

Das Epitaph für Johann Cothmann befindet sich in der Kirche St. Nicolai in Lemgo, einer Stadt im Kreis Lippe in Nordrhein-Westfalen. Früher war es außen am westlichen Strebepfeiler des Südchors angebracht, wo seit den 1980er Jahren eine Kopie hängt.
Johann Cothmann war der Sohn des Lemgoer Bürgermeisters Ludolf Cothmann. Seit 1569 ist Johann Cothmann als Vorsteher von St. Nikolai belegt. Von 1596 bis zu seinem Tod im Jahr 1604 bekleidete er das Amt des Bürgermeisters der Stadt.

## Beschreibung
Auf dem Epitaph für Johann Cothmann († 1604) tragen freistehende kannelierte Säulen unter verkröpftem Gebälk den Giebelaufsatz mit einer Bezeichnung des Trägers und einem Sterbevermerk in einem von einem geschweiften Band eingefassten Feld. Der hochrechteckigen Haupttafel in der Mitte mit Grabbezeugung und Totenlob fehlt links oben ein rechteckiges Stück. Die Haupttafel wird von Rollwerkwangen mit je zwei untereinander angeordneten Wappen gerahmt.